# Kas van Iersel
Kas van Iersel (Den Haag, 26 maart 1956) is een Nederlandse radio-dj en televisiepresentator.

## Biografie
Van Iersel heeft voor diverse tekenfilms de stemmen ingesproken (zoals Teddy Ruxpin, 1987), sprak af en toe reclamespotjes in en was van 2001 tot halverwege 2008 de vaste voice-over van RTL Boulevard. Van 2008 tot en met 2019 was Van Iersel de vaste stem van en voor Sky Radio Group, onder meer: Sky Radio 101 FM, Sky Radio LoveSongs en Sky Radio DanceClassics. Verder is hij voice-over in vele televisieprogramma's van de Nederlandse publieke omroep en commerciële zenders.

## Begin carrière
Bij de Haagse radiopiraat Radio Centraal begon Van Iersel het radiomaken, daarna volgde het buitenland, onder andere de Verenigde Staten, Italië, België en Israël. Uiteindelijk keerde hij terug naar Nederland.

## TROS
Van Iersel ging eind 1981 aan de slag bij de TROS op de befaamde TROS donderdag op Hilversum 3, de best beluisterde radiodag vanaf 3 oktober 1974 t/m 28 november 1985 (De beste dag op 3), nadat hij een cassettebandje had opgestuurd. Bij de TROS was hij in eerste instantie invaller. Later kreeg hij zijn eigen radioprogramma's, waarvan het bekendste de TROS Top 50 was; één van destijds drie landelijke hitlijsten op de nationale publieke popzender Hilversum 3 en die Van Iersel vanaf begin 1982 samen met Ferry Maat presenteerde tot en met 4 oktober 1984. Per 11 oktober 1984 volgde Erik de Zwart Van Iersel op als mede presentator van de TROS Top 50.

## AVRO
Van Iersel maakte in december 1984 de overstap naar de AVRO. Zo presenteerde hij op Hilversum 3 en vanaf 2 december 1985 op Radio 3 op de AVRO maandag tussen 16:00 en 18:00 uur  Toppop Radio en vanaf dan (september 1985 t/m december 1986) ook op televisie het legendarische muziekprogramma AVRO's Toppop. Ook was hij een tijd lang (1983-1986) de vaste invaller in de grote vakantie voor Frits Spits en producer-invaller Tom Blomberg in De Avondspits, wat voor die gelegenheid werd omgedoopt in De Vakantiespits. Eind december 1986 vertrok hij bij de AVRO en Radio 3 om opnieuw in het buitenland te gaan werken. Er volgden diverse radiozenders, waaronder Cable One en The Voice of Peace, een radioschip dat vredesboodschappen uitzond voor het Midden-Oosten vanaf de Middellandse Zee. Hij werkte daar onder de naam Kas Collins. Vanaf begin 1990 ging hij op basis van een freelance contract bij Radio 10 Gold werken. Ook was hij begin jaren '90 opnieuw diverse malen invaller bij De Avondspits op Radio 3 bij afwezigheid van Frits Spits en producer-invaller Tom Blomberg. Zo presenteerde hij o.a. de uitzending van dinsdag 1 januari 1991.
In september 1996 maakte hij de overstap naar Hitradio Veronica, dat vanaf 1 januari 1998 verder ging als Veronica FM. Niet lang nadat Veronica FM in Yorin FM veranderd was (juni 2001), besloot hij bij de commerciële radiozender te stoppen wegens onduidelijkheid over zijn tijdschema.

## Veronica (Sky Radio)
In 2003 keerde hij op de radio terug als diskjockey, nadat Sky Radio met Veronica overeenstemming had bereikt over een te vullen etherfrequentie onder de naam Radio Veronica. Hij verzorgde het programma Goed bij Kas, dat tussen 12 en 14 uur 's middags werd uitgezonden. De laatste uitzending was op 20 juli 2006. Aan dit programma kwam een eind doordat uit onderzoek was gebleken dat de luisteraars tijdens de lunch meer muziek wilden horen. Van Iersel bleef echter tot april 2008 de "stationvoice" van Radio Veronica. Sinds 28 april 2008 verzorgt hij de voice-over op Sky Radio.
Vanaf maandag 25 november 2019 zijn de voice-over werkzaamheden bij Sky overgenomen door Mark Labrand, nadat Van Iersel zelf aangaf te willen stoppen.

## Televisie
Naast het radiowerk dat Van Iersel doet, presenteert hij ook enkele televisieshows en verzorgt hij voor diverse programma's de voice-over. Tussen medio 1978 en oktober 1984 maakte hij reportages voor de NOS en het actualiteitenprogramma TROS Aktua. Nadat Ad Visser op 27 mei 1985 na vijftien jaar was gestopt met het popprogramma AVRO's Toppop, nam Van Iersel de presentatie vanaf 4 oktober 1985 tot en met 23 december 1986 over. In 1994 startte hij met het spelletjesprogramma Denktank, aanvankelijk te zien op RTL 4, daarna op RTL 5 en Veronica. In 1996 werd Van Iersel met dit programma te grazen genomen door Rolf Wouters' Who's Talking. Op Veronica TV is Van Iersel ook te zien geweest in televisieprogramma's zoals Over De Balk en De Wereld van de Verborgen Camera. Bij RTL 4 verzorgde hij vanaf het begin van het programma de voice-overteksten voor RTL Boulevard. Tussen 2001 en 2002 was hij tevens vervangende presentator van RTL Boulevard.
In augustus 2008 werd Van Iersel door RTL op staande voet ontslagen, omdat hij niet was komen opdagen op de eerste draaidag van het nieuwe seizoen van RTL Boulevard. Als reden voor zijn wegblijven gaf hij aan dat zijn arbeidscontract nog niet geregeld was. Hij spande met succes een kort geding aan en het ontslag werd ongedaan gemaakt. Sinds eind november 2008 is hij weer terug bij RTL. Hij werd echter niet meer de voice-over van RTL Boulevard (dit bleef Jeroen Kijk in de Vegte), maar ging een aantal andere televisieprogramma's inspreken. In 2009 was hij de voice-over van X-Factor en Dancing with the Stars.

### Sesamstraat
In Sesamstraat sprak Van Iersel het personage Davey in en was hij de stem van de omroeper.

## Film
Van Iersel deed in 1998 de stem van Spriet in de Nederlandse versie van Een luizenleven.